# Alopecosa hoevelsi
Alopecosa hoevelsi là một loài nhện trong họ Lycosidae.
Loài này thuộc chi Alopecosa. Alopecosa hoevelsi được Joachim Schmidt & Barensteiner miêu tả năm 2000.